# 이우석 (축구 선수)
이우석(李禹錫, 1995년 3월 27일 ~ )은 대한민국의 축구 선수로서, 포지션은 미드필더다.